# Chitinosiphon abdomenigrum
Chitinosiphon abdomenigrum är en insektsart. Chitinosiphon abdomenigrum ingår i släktet Chitinosiphon och familjen långrörsbladlöss. Inga underarter finns listade i Catalogue of Life.